# Albireo (paleontologia)
L'albireone (gen. Albireo) è un cetaceo estinto, appartenente agli odontoceti. Visse tra il Miocene superiore e il Pliocene (circa 9 - 2,8 milioni di anni fa) e i suoi resti fossili sono stati ritrovati in Nordamerica e (forse) in Giappone. 

## Descrizione
Questo animale era molto simile a un delfino attuale, ed era lungo circa 2,5 metri. Era caratterizzato da un rostro appuntito, da orbite piuttosto grandi, e dalla presenza di una parete posteriore delle narici esterne formata dalle premascelle appiattite, dalle ossa nasali e da quelle frontali. In generale Albireo doveva assomigliare in particolar modo alle attuali focene, ma alcune caratteristiche indicano che questo animale era più primitivo. 

## Classificazione
Albireo venne descritto per la prima volta nel 1984, sulla base di fossili ritrovati a Isla Cedros, lungo la costa del Pacifico del Messico. La specie tipo è A. whistleri, risalente al Miocene superiore. Nel 2008 è stata descritta una nuova specie, A. savagei, proveniente dai terreni pliocenici della California. Altri fossili attribuiti ad Albireo o una forma simile sono stati ritrovati in Giappone (Murakami e Koda, 2013). Albireo, nonostante possedesse caratteristiche simili a quelle delle focene (come la forma delle premascelle), è ritenuto secondo le analisi cladistiche più recenti un delfinoide basale, forse vicino al gruppo dei kentriodontidi (Aguirre‐Fernández and Fordyce, 2014; Geisler et al., 2012; Murakami et al., 2014).